# Ambroży Janowski
Ambroży Janowski, ukrajinsky Amvrosij Janovskyj, cyrilicí Амвросій Яновський (17. prosinec 1810 – 1. března 1884 Řím), byl rakouský politik rusínské (ukrajinské) národnosti z Haliče, v 2. polovině 19. století poslanec Říšské rady.

## Biografie
Byl poslancem Haličského zemského sněmu. Ten ho roku 1870 zvolil do Říšské rady (celostátního parlamentu), tehdy ještě volené nepřímo zemskými sněmy. Opětovně byl do parlamentu vyslán zemským sněmem roku 1871. Zastupoval kurii venkovských obcí v Haliči. Uspěl i v prvních přímých volbách do Říšské rady roku 1873, za kurii venkovských obcí v Haliči, obvod Žovkva, Sokal, Rava atd. V roce 1873 se uvádí jako Ambros Janowski, c. k. školní rada a ředitel gymnázia, bytem Lvov. V parlamentu zastupoval provládní Rusínský klub. Ten v roce 1873 čítal 15-16 poslanců (jeden poslanec, Stepan Kačala, kolísal mezi rusínským a polským táborem). Jako člen rusínského klubu se uvádí i v roce 1878.
Zemřel náhle v březnu 1884 v Římě.